# 1997 VX8
1997 VX8 är en asteroid i huvudbältet som upptäcktes den 9 november 1997 av de båda japanska astronomerna Masanori Hirasawa och Shohei Suzuki vid Nyukasa-observatoriet.
Asteroiden har en diameter på ungefär 9 kilometer och den tillhör asteroidgruppen Eunomia.